# Eversmannia botschantzevii
Eversmannia botschantzevii là một loài thực vật có hoa trong họ Đậu. Loài này được Sarkisova miêu tả khoa học đầu tiên.